# テレビ大分
株式会社テレビ大分（テレビおおいた、英: TELEVISION OITA SYSTEM CO., LTD.）は、大分県を放送対象地域とし、テレビジョン放送を行っている特定地上基幹放送事業者である。
略称は、TOS（Television Oita System）。

## 概要
1969年（昭和44年）2月25日に設立され、1970年（昭和45年）4月1日に大分県で2番目の民放テレビ局として開局した。デジタル放送の物理チャンネルは34ch、リモコンキーIDは4で、コールサインはJOOI-DTV。イメージキャラクターは「トスキー」と「パスミー」。開局35周年を記念して作られた。2020年（令和2年）の開局50周年を機に「BE4ND! TOS」（びょーんど! てぃーおーえす）をキャッチフレーズとしている。
日本テレビ系列とフジテレビ系列のクロスネット局。日本テレビ系列としてはNNN/NNSの加盟局、フジテレビ系列としてはFNN/FNS加盟局（FNS業務協定に正式参加していないため、『日本民間放送年鑑』 ではFNS非加盟）である。

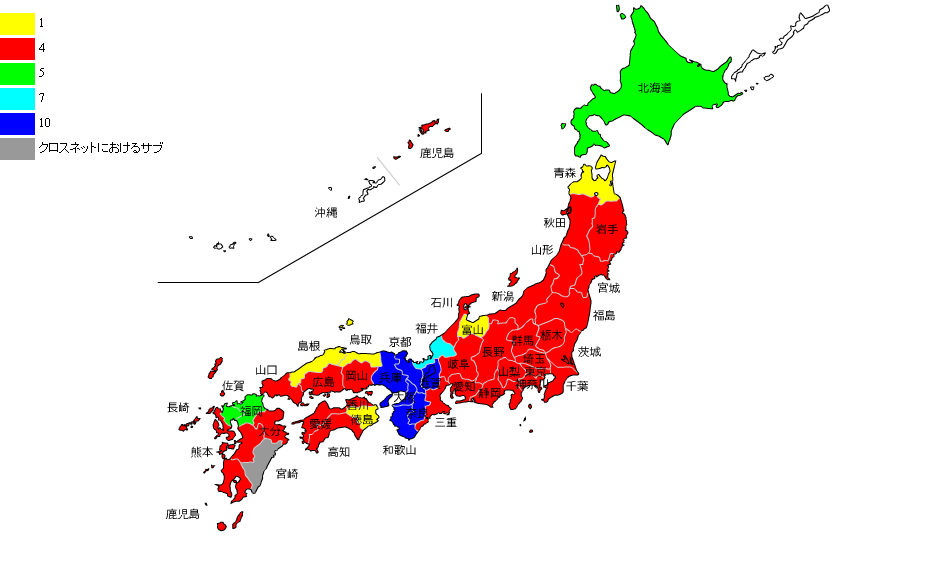
日本テレビ系列のリモコンキーID地図

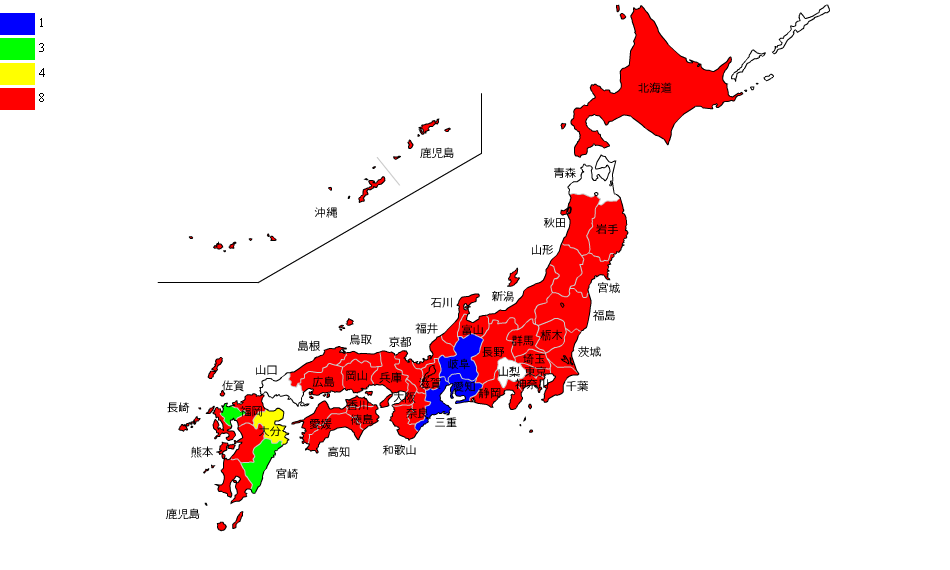
フジテレビ系列のリモコンキーID地図

地上デジタル放送のリモコンキーIDに関しては日本テレビ系列に多い「4」を採用しているが、これは大分県域局のリモコンキーIDを集中させるため（1=NHK総合、2=NHK・Eテレ、3=OBS、4=TOS、5=OAB）ということで、開局順で各局が調整したものである。
日本テレビ系列とフジテレビ系列のネット比率はほぼ半々となっている（下記）。なお、大分県内のケーブルテレビ局では、このクロスネット編成の事情を踏まえて同局以外の日本テレビ系列局とフジテレビ系列局も再送信しているケースが多い（すべてのケーブルテレビ局で日本テレビ系列：福岡放送（FBS）、フジテレビ系列：テレビ西日本（TNC）を受信）。
また、地域にもよるが、対岸にある愛媛県の八幡浜中継局や新八幡浜中継局を遠距離受信して、日本テレビ系列フルネット局の南海放送（RNB）とフジテレビ系列フルネット局のテレビ愛媛（EBC）、また山口県の大平山送信所などを遠距離受信して、日本テレビ系列フルネット局の山口放送（KRY）などを視聴できる地域もある。前述のケーブルテレビ各局においても、多くはアナログ放送時代に上記各局を再放送した事例が多くあった。
九州地方のフジテレビ系列局で唯一、開局以来ロゴを変更していない。
九州ブロックネット番組の自社制作は、日本テレビ系列向けとフジテレビ系列向け をそれぞれ各1回ずつ行っている。
全国高等学校サッカー選手権大会関連では、1999年度の第78回大会からOBSに替わって参加し、それと同時にNNS加盟局は全て参加するようになった。
2023年の年間視聴率、年度視聴率は、個人全体（4歳以上）、コアターゲット（13歳 - 49歳）、世帯視聴率とも全日（6時 - 24時）・ゴールデン（19時 - 22時）・プライムタイム（19時 - 23時）の3つの時間区分でトップとなり三冠王を獲得した。2024年の年間視聴率も個人全体、コアターゲットで全日・ゴールデン・プライムでトップとなり三冠王を達成した。

## 所在地
出典 
本社大分県大分市大字勢家字春日浦843番地25
東京支社
東京都中央区銀座四丁目14番11号 七十七銀座ビル4階
大阪支社大阪府大阪市北区梅田一丁目2番2号 大阪駅前第2ビル12階
福岡支社福岡県福岡市中央区天神一丁目13番2号 興銀ビル6階

## 主な送信所・中継局

### デジタル放送
リモコンキーID：4

#### 中部
- 大分 JOOI-DTV 34ch 1kW[12]
- TOS本社予備送信所（大分市中心部と別府市の一部で約51,000世帯をカバー）
- 野津原 34ch 3W（垂直偏波）
- 大分東 34ch 1W（垂直偏波）
- 佐賀関 26ch 0.3W
- 竹中 43ch 0.1W
- 庄内 34ch 1W
- 湯布院 31ch 0.3W
- 湯平 31ch 0.3W
- 津久見 26ch 1W
- 津久見南 35ch 0.3W
- 臼杵 26ch 0.3W
- 臼杵海添 20ch 0.05W

#### 北部
- 中津 34ch 40W
- 本耶馬溪 47ch 1W （垂直偏波）
- 山国 40ch 1W
- 安心院 40ch 1W
- 西屋敷 19ch 0.3W （垂直偏波）
- 国東 47ch 10W
- 安岐中央 41ch 0.3W （垂直偏波）
- 朝来 26ch 0.3W （垂直偏波）
- 国見 19ch 0.3W

#### 西部
- 玖珠 25ch 10W
- 西玖珠 31ch 1W
- 九重 39ch 0.3W
- 日田 25ch 3W
- 西日田 25ch 1W
- 竹田 25ch 3W

#### 南部
- 三重 26ch 10W
- 緒方 34ch 1W
- 千歳 34ch 0.3W
- 犬飼 35ch 0.05W
- 佐伯 26ch 10W

### アナログ放送
- 大分 JOOI-TV 36ch 10 kW （別府市十文字原）
- 中津 37ch 100W （中津市八面山）
- 国東 40ch 100W （国東市小門山）
- 日田 44ch 30W （日田市一尺八寸山）
- 玖珠 35ch 100W （九重町崩平山）
- 三重 44ch 100W （佐伯市佩楯山）
- 佐伯 49ch 100W （佐伯市波越山）
- 竹田 33ch 30W （豊後大野市三宅山）
  - 2011年7月24日停波時点、VHF波の中継局も2か所あった（津久見南と蒲江の11ch）。

## 資本構成
企業・団体の名称、個人の肩書は当時のもの。出典：

### 2021年3月31日
| 資本金 | 発行済株式総数 | 株主数 |
| ------ | -------------- | ------ |
| 5億円  | 1,000,000株    | 31     |

| 株主                         | 株式数    | 比率   |
| ---------------------------- | --------- | ------ |
| 読売新聞グループ本社         | 199,000株 | 19.90% |
| 関西テレビ放送               | 199,000株 | 19.90% |
| 二階堂酒造                   | 068,000株 | 06.80% |
| 西日本新聞社                 | 059,600株 | 05.96% |
| 産業経済新聞社               | 050,000株 | 05.00% |
| 大分合同新聞社               | 050,000株 | 05.00% |
| 豊和銀行                     | 050,000株 | 05.00% |
| 大分県信用農業協同組合連合会 | 050,000株 | 05.00% |
| 大分県共済農業協同組合連合会 | 050,000株 | 05.00% |

## 沿革
- 1968年（昭和43年）
  - 8月 - 大分県に民放第2局のUHF波の周波数割り当て。
  - 11月1日 - 東九州放送株式会社としてテレビ予備免許交付。
- 1969年（昭和44年）
  - 2月21日 - 株式会社テレビ大分創立（登記は2月25日）。
  - 12月1日 - 試験電波発射。
  - 12月24日 - サービス放送開始。
- 1970年（昭和45年）4月1日 - 大分県内2番目の民放テレビ局として開局、同時にカラー放送を実施。開局時に開設されていたのは大分親局のほか野津原、佐賀関、津久見の各中継局であった。
- 1978年（昭和53年）
  - 4月8日 -『土曜スタジオ ハロー大分』番組開始[17]。
  - 10月2日 - 『ニュースインおおいた』放送開始[18]。
- 1990年（平成2年）
  - 2月4日 - 社屋を東春日町から現在の春日浦に移転。
  - 2月19日 - 音声多重放送開始。
  - 4月6日 - 『スパーク オン ウエイヴ』放送開始[19]。
- 1993年（平成5年）10月1日 - テレビ朝日系列（ANN）の大分朝日放送（OAB）開局に伴い、日本テレビ（NTV）・フジテレビ（CX）のクロスネットとなり、大幅に番組編成を変更。
- 2005年（平成17年）12月5日 - アナログ・デジタル統合マスターに更新され運用開始。（東芝製）
- 2006年（平成18年）
  - 7月3日 - デジタル放送の試験電波送信開始。
  - 11月1日 - デジタルテレビ放送のサイマル放送開始。
  - 12月1日 - デジタルテレビ放送本放送開始。
- 2007年（平成19年）10月1日 - ハイビジョン対応のニュースシステム運用開始。
- 2010年（平成22年）4月17日 - 開局40周年記念「TOSまつり」にて、県内初のエリアワンセグ（48ch）試験的に実施（この日と翌4月18日の10:00 - 16:00の計12時間）。
- 2011年（平成23年）7月24日 - アナログ放送が、午後0時で通常放送を終了、午後11時をもって停波。正午のアナログ放送終了時の際は、テレビ大分独自の特番[注 4] とセレモニーを行い、主調整室で当時の社長がアナログ放送停止のボタンを押す場面が生放送で流れた[20]。
- 2014年（平成26年）3月31日 - 『ゆ～わくワイド』放送開始[21]。
- 2020年（令和2年）4月1日 - 開局50周年。
- 2022年（令和4年）
  - 8月4日 - 日テレNEWS24による通常時終夜放送開始。東九州地方の民放テレビ局[22] では初の試み。

## ネットワークの移り変わり
- 1969年（昭和44年）12月24日 - 日本テレビ・フジテレビ・NETテレビ（現・テレビ朝日）のクロスネット局としてサービス放送開始。放送時間は夕方から夜の『11PM』まで。正月3が日は終日放送。当初はフジテレビ中心の編成でサービス放送は進められた。
- 1970年（昭和45年）4月1日 - 開局。編成の見直しがあり、月曜から土曜の19時台がフジテレビから日本テレビ・テレビ朝日に全て変わりプライムタイムは日本テレビ中心となる。番組は大分放送から移行しているが、一社提供を中心にスポンサーの意向で大分放送（OBS）に残留した番組もある。ニュース番組以外はすべて共有であった。
  - ニュースネットワークNNN・FNN・ANNに加盟。番組供給ネットワークFNSに加盟。
- 1972年（昭和47年）6月14日 - この日発足のNNSに加盟。
- 1975年（昭和50年） - 腸捻転解消により、関西のANN系列局が毎日放送から朝日放送テレビに変更されたことにより、関西発全国ネット番組のうち、毎日放送制作分が大分放送に移行。朝日放送テレビ制作分の一部をTOSに移行。
- 1986年（昭和61年）4月 - 水曜19時後半 - 21時台の番組が日本テレビからテレビ朝日に、木曜22時台の番組がテレビ朝日からフジテレビに変更。
- 1987年（昭和62年）10月 - 火曜21時台の番組がテレビ朝日からフジテレビに変更。
- 1993年（平成5年）10月1日 - テレビ朝日系列の大分朝日放送（OAB）開局によりANNを脱退、テレビ朝日（EX）の番組がOABへ移行。それに伴い、番組編成がテレビ朝日系以外の放送枠を含め、大幅に変更された。現在は日本テレビ系列・フジテレビ系列とのクロスネット局ではある一方、編成から外れた番組は大分放送がキー局との協定に触れぬ範囲で番組販売にて放送している。
  - 平日11時台後半 - 13時台 - テレビ朝日→フジテレビ（ただし、13時台前半枠は別番組）
  - 月曜19時台 - テレビ朝日→日本テレビ
  - 月曜21時台・22時台 - フジテレビ→日本テレビ
  - 火曜22時台 - 日本テレビ→フジテレビ
  - 水曜19時台 - 21時台 - テレビ朝日→日本テレビ
  - 水曜22時台 - テレビ東京→日本テレビ
  - 木曜19時台・20時台 - 日本テレビ→フジテレビ
  - 木曜21時台 - テレビ朝日→フジテレビ
  - 金曜19時台・20時台 - 日本テレビ→フジテレビ（ただし、19時台前半は『タモリのボキャブラ天国』の1年遅れのものを放送、その後は『ダウンタウンのガキの使いやあらへんで!!』など、改編期ごとに番組の入れ替えがあるもフジテレビと同時ネットへ）
  - 土曜21時台・22時台 - テレビ朝日→フジテレビ
- それ以後はこまめに編成：
  - 1996年（平成8年）4月 - 火曜22時台のフジテレビ枠（関西テレビ制作）が「SMAP×SMAP」（テレビ大分では時差ネット）開始に伴い、ドラマ枠に変更[注 5]。これにより、テレビ大分の平日22時台は2004年（平成16年）3月に日本テレビ系列の月曜22時台のドラマ枠（読売テレビ制作）が廃止されるまで、全てドラマ枠となっていた[注 6]。
  - 1997年（平成9年）4月7日 - 月曜21時台の日本テレビ枠が「土曜ドラマ」の遅れネットから『スーパーテレビ情報最前線』の同時ネットに変更。
  - 1999年（平成11年）4月4日 - 日曜22時台後半のローカル編成枠（日本テレビ枠）が日本テレビの同時ネットに変更。
  - 1999年（平成11年）10月8日 - 金曜19時台のフジテレビ枠が同時ネットから遅れネットに切り替わる（19時台が30分枠×2枠の時代は、前半が遅れネットだったことも多かった）。
  - 2000年（平成12年）4月3日 - フジテレビの14時台 - 15時台のワイドショーを廃止し、大分放送より移行した13時台前半枠『ごきげんよう』が同時ネットに、14時台（14:05 - ）の番組がフジテレビなどの遅れネットに変更[注 7]。
  - 2001年（平成13年）4月 - 日曜23時台前半のフジテレビ枠が同時ネットから遅れネットに切り替え[注 8]。
  - 2004年（平成16年）10月4日 - 『ズームイン!!SUPER』が8:00までに短縮したことに伴い、『とくダネ!』が8:30飛び乗りからフルネットに変更。
  - 2006年（平成18年）10月7日 - 土曜21時台 - 23時台前半の同時ネット放送が、フジテレビ系列から日本テレビ系列に切り替わる。
  - 2009年（平成21年）4月 - 月曜・水曜19時台の日本テレビ枠が同時ネットから遅れネットに切り替え・金曜19時台のローカル編成枠（フジテレビ枠）が遅れネットから同時ネットへ。また、日曜23時台前半のローカル編成枠（フジテレビ枠）が日本テレビの同時ネットに変更。さらに、奇しくもプライムタイムにおける読売テレビ制作のレギュラーでの同時ネット番組が姿を消した[注 9]。
  - 2011年（平成23年）10月 - 月曜・水曜19時台の日本テレビ枠が遅れネットから同時ネットに切り替わる。
  - 2023年（令和5年）4月 - 『ZIP!』が7:55までに短縮[注 10]したことに伴い、空いた時間は『TOSニュース』が挿入されるようになった。
  - 2024年（令和6年）4月 - 火曜20時台のフジテレビ枠が同時ネットから遅れネットに切り替わる。
  - 2025年（令和7年）4月 - 平日朝8時台のワイドショー枠が『めざまし8』から『サン!シャイン』となり、開始時間が8:14に繰り下がり、フジテレビにおける直前枠の『めざましテレビ』が14分拡大した事から、『ZIP!』飛び降り後の7:55から『サン!シャイン』開始までの19分間のみ『めざましテレビ』のネットを開始。これに伴い、2023年から放送していた平日7:55の『TOSニュース』は終了。

### ネットワーク内訳
- 1週間で放送している番組の内訳は日本テレビ系列がフジテレビ系列を若干上回っている。
  - ケーブル伝送での同時番組では日本テレビ系列がフジテレビ系列より多く、逆にVTR放送番組ではフジテレビ系列が日本テレビ系列を上回っている。
  - しかし、現状は日本テレビ系列・フジテレビ系列間の総放送時間の差が小さく、週によっては逆転するケースも少なくない。
  - NNS・FNSの業務協定に参加していないため、両系列ともに本局のみネット保障（同時または時差スポンサードネット）の対象から外れ、非ネットまたは番販扱いの遅れネットとなる番組がある。
  - 大分朝日放送（OAB）開局前の1993年（平成5年）9月まではテレビ朝日系列にも加盟していた関係で、番組比率は日本テレビ系列>テレビ朝日系列>フジテレビ系列の割合になっていた。1980年代においては概ね日本テレビ系列>フジテレビ系列>テレビ朝日系列であったが、3系列の番組制作比率に大差は無かった。

#### 生放送の番組編成
| 月曜日 - 金曜日    | 土曜日            | 日曜日              |
| ------------------ | ----------------- | ------------------- |
| Oha!4 NEWS LIVE    |                   |                     |
| ZIP!               | シューイチ        | NNNニュースサンデー |
| めざましテレビ     | シューイチ        | シューイチ          |
| サン!シャイン      | 土曜はナニする!?  | シューイチ          |
| FNN Live News days |                   |                     |
| ぽかぽか           |                   |                     |
| Live News イット!  |                   |                     |
| news zero          | Going!Sports&News | Going!Sports&News   |

#### プライムタイムの番組編成
- ★ → 時差ネット

## アナウンサー
- 大半のアナウンサーが自社制作番組でスタッフを担当している（アナウンサー専門職として採用していないため）[23]。また、ほとんどのアナウンサーが県内出身で占めている。

### 在職中

#### 男性
- 2006年 田辺智彦
- 2012年 藤村晃輝
- 2021年 山路謙成

#### 女性
- 2011年 田中愛佳
- 2014年 和田綾香[注釈 4]
- 2016年 柴田真里
- 2020年 小西綾音
- 2024年 刀祢優月

### 元アナウンサー
男性
- 1986年
  - 小笠原正典（ - 2025年）
- 1988年
  - 園田雅之（ - 2003年、現・同局記者）
- 1997年
  - 工藤健太（ - 2009年、現・同局大阪支社）
- 2003年
  - 工藤崇之（現・同局記者）
  - 岡村誠之
- 2019年
  - 玉井大貴（ - 2021年）
- 柴田岸雄
- 辻広平（現・制作部）
- 岩尾保次（現・常務取締役放送技術局長）
- 岡本誠
- 内田真司（2008年に退職、その後OABの全国高等学校野球選手権大分大会テレビ中継実況を担当）
- 阿部洋樹
- 平松健太郎
- 友田哲郎
- 佐藤正和（現・同局報道部所属）
- 油布良平

女性
- 1991年
  - 高山正子[24]
- 1992年
  - 平林久枝[24]
- 1993年
  - 金井陽子（ - 2003年、現・同局記者）
- 1995年
  - 吉本いく子[24]（元・福岡放送契約アナウンサー）
- 1998年
  - 杉村幸子（ - 2001年）
- 2001年
  - 野間洋子（ - 2006年）
- 2003年
  - 菅未来（ - 2012年）
  - 野島亜樹（ - 2024年）
- 2009年
  - 御手洗慶子（ - 2023年）
- 2012年
  - 井下育恵（ - 2016年、報道部記者を兼務） -  2016年から契約アナウンサーとしてテレビ大阪へ在籍した後に、2018年4月から『ハロー大分』へレギュラー出演。
- 2017年
  - 坂本くるみ（ - 2021年11月、2021年12月 - 2023年5月はRKB毎日放送契約アナウンサー、のちに熊本放送に中途入社）[注釈 5]
- 2019年
  - 吉良奈菜子（ - 2021年）
- 畠山のりえ
- 金田美幸
- 桝亜希子
- 佐木泰子
- 野崎雅子
- 財前真由美（競輪選手の小野俊之元夫人）
- 安達智子
- 園田真由美
- 橋本諭子
- 今泉真弓
- 手柴真由美
- 可兒亮子
- 佐藤晶代

## 不祥事
- 2020年（令和2年）6月3日午後11時40分ごろ、同社報道部副部長の男が自宅で酒を飲み、酔って大分市の地方公務員の男性の自宅敷地に侵入したとして、住居侵入で大分県大分東警察署に現行犯逮捕された。調べに対し、容疑を認めているという。同社総務部は「報道機関に勤める社員がこのような容疑で逮捕されたことは誠に遺憾。厳正に対処する」とのコメントを発表した[25]。

## 関連企業
- TOSエンタープライズ - 広告代理店・映像制作プロダクション・映像ソフトの制作・販売等。以前Jリーグ大分トリニータホームゲーム中継の制作を担当していた（現在はトスプロが担当）。
- トスプロ - 映像制作・技術プロダクション。TOS自社番組の中継・コーナー映像の制作のほか、株式会社Jリーグから、大分トリニータホームゲームのJリーグ公式試合映像（DAZN中継）制作を受託、またBS11等系列外各局の映像取材や、各種映像・CM制作を行っている。
- TOSハウジングメッセ
- TOSカートス - 正式名は「TOS くるまの広場カートス」。2012年（平成24年）3月末日営業終了。

### 番組編成に関する注釈
1. ↑  一方、九州地方の日本テレビ系列局では、TOSと1994年開局の鹿児島讀賣テレビ（KYT）が開局以来ロゴを変更していない。
2. ↑  こちらは沖縄県（沖縄テレビ （OTV））も対象。
3. ↑  なお、この1999年度をもって鹿児島県においてNNS加盟局鹿児島讀賣テレビと先発局南日本放送による並列参加が終了し、翌2000年度より現在まで続く「民間放送43社」体制となった。なお製作委員会の名義も兼ねている。
4. ↑  TOSではアナログ放送の通常番組が終了する午後0時前後の時間帯、日テレ系の『シューイチPRESENTS テレビ60年 これまで これから カウントダウン』も、フジ系の『FNS27時間テレビ めちゃ×2デジッてるッ!笑顔になれなきゃテレビじゃないじゃ〜ん!!』も、どちらもネットしなかった（TOSでは「シューイチ」も「めちゃイケ」もレギュラーバージョンはネットしている）。当時独自のアナログ放送終了特番を編成した在京4系列の系列局は、高校野球地方大会の中継を行っていた一部のテレビ朝日系列局と東日本大震災の影響でアナログ終了が延期された岩手・宮城・福島3県の民放テレビ局を除けばTOSが唯一だった。
5. ↑  ドラマ枠としては、前身となる月曜22時枠以来2年半ぶりに同時ネット復帰となった。
6. ↑  月曜が『月曜10時ドラマ』（読売テレビ制作・日本テレビ系列）、火曜が『火曜10時ドラマ』（関西テレビ制作・フジテレビ系列）、水曜が『水曜ドラマ』（日本テレビ系列）、木曜が『木曜劇場』（フジテレビ系列）、金曜が2時間ドラマの『金曜エンタテイメント』（フジテレビ系列）となっていた。
7. ↑  14時台に関しては『ビッグトゥデイ』開始前のテープネット編成以来の改編だった。なお火曜分は日曜21時台のスポンサードネットに変更された。
8. ↑  『ミュージックフェア』の時間帯移動に伴う措置。
9. ↑  この局における読売テレビ制作のレギュラーでの同時ネットの番組は、2024年（令和6年）4月期現在では深夜枠の「木曜ドラマ」だけである。
10. ↑  本局と福井放送以外は、9時まで拡大した。
11. ↑  当該時間のフジ『赤白パネルマッチ』はOBSで同時ネット。
12. ↑  当該時間のフジ『スパイ大作戦』はOBSで時差ネット。
13. ↑  帯ドラマを週1回にして放送。当該時間の日テレ『すばらしい世界旅行』はOBSで時差ネット。
14. ↑  それまでは木曜 14:00からの時差ネット。
15. ↑  キー局での放送は1993年9月に終了していたが、1年遅れでネット。
16. ↑  それまでは日曜昼 12:00からの時差ネット。
17. ↑  それまでは土曜 15:00からの時差ネット。
18. ↑  フジの月9ドラマはここから時差ネットに変更。あすなろ白書は日曜朝 10:30からの時差ネット。
19. ↑  それまでは火曜 17:00からの時差ネット。
20. ↑  それまでは日曜朝 10:00からの時差ネット。
21. ↑  関西テレビ制作・月曜夜10時枠の連続ドラマは時差ネットに変更。
22. ↑  それまでは火曜昼や木曜深夜に時差ネット。

### その他注釈
1. 1 2  大分朝日放送も「大字勢家字」の表記は通常省略することがある。
2. 1 2  テレビ大分 代表取締役社長
3. ↑  テレビ大分 代表取締役会長
4. ↑  アナウンス業務は2016年度の異動時より。
5. ↑  アナウンス業務は2018年度の異動時より。